# Thembi Mtshali
Thembi Mtshali ou Thembi Mtshali-Jones, née en 1949,  est  actrice, une chanteuse, et une conteuse sud-africaine.

## Biographie
Née en 1949, elle vit tout d'abord chez ses grands-parents en milieu rural. Son père, commis aux ventes et sa mère domestique, travaillent à Durban. Adolescente, elle rejoint à quinze ans ses parents à la ville, tombe enceinte, quitte l'école et travaille comme baby sitter dans une famille blanche,,.
S'étant présentée à une audition de sélection de chanteurs et danseurs noirs pour un spectacle, elle est retenue et commence ainsi une carrière sur les planches pour trois comédies musicales successives : U-Mabatha (une adaptation de Macbeth en 1971), Meropa en 1973, et Ipi Tombi en 1973 également, avec des tournées qui la conduisent en Europe et aux États-Unis,,.
De retour en Afrique du Sud dans les années 1980, elle y trouve un climat politique marqué par la lutte contre l'apartheid, et elle-même a pris davantage conscience à l'étranger de la situation faite aux Noirs en Afrique du Sud. Elle travaille comme comédienne au Market Theatre, unique scène multiraciale de Johannesburg durant l'apartheid. Devenue militante anti-apartheid, elle travaille avec Gcina Mhlope à créer la pièce de théâtre  Have you seen Zandile ?. Cette pièce tourne pendant plusieurs années, en Afrique mais aussi à travers l'Europe et les États-Unis et remporte plusieurs prix. Elle est également pendant quelque temps choriste de Miriam Makeba aux États-Unis, et elle est encouragée par celle-ci à se lancer dans une carrière de chanteuse et de comédienne. Dans les années 1990, elle multiplie les interprétations théâtrales. Elle joue notamment dans The Crucible en 1996, et A Woman in Waiting, spectacle en partie autobiographique,, qu'elle écrit avec Yaël Farber et qu'elle crée au National Arts Festival en 1999. En 1999, elle se marie également, avec un britannique. Elle joue dans plusieurs séries télévisées. En 2005, elle participe au Baxter Storytelling Festival. Elle dédie un de ses spectacles, Truth in Translation en 2006, à la Commission de la vérité et de la réconciliation. Elle est remarquée pour son rôle dans  Mother to Mother en 2009,.